# Gestionnaire de presse-papier
Un gestionnaire de presse-papier (en anglais, clipboard manager) est un programme utilitaire qui ajoute des fonctionnalités au presse-papier d'un système d'exploitation.
De nombreux presse-papiers fournissent une seule mémoire tampon pour la fonction copier-coller : le contenu du tampon est écrasé par chaque nouvelle opération de copie. La principale fonction d'un gestionnaire de presse-papier est alors de stocker les données copiées dans le presse-papier d'une manière qui permet une utilisation plus efficace de ces données. C'est un outil de productivité individuelle,.

## Fonctions des gestionnaires de presse-papier
Les gestionnaires de presse-papier augmentent les fonctions de base des opérations copier, couper et coller avec une ou plusieurs des fonctionnalités suivantes :
- disponibilité de plusieurs mémoires tampons ;
- possibilité de fusionner, diviser et éditer leur contenu ;
- possibilité de choisir quelle mémoire tampon sera remplie par l'opération copier ou coller ;
- possibilité de choisir quelle mémoire tampon servira de source à l'opération coller ;
- possibilité de traiter du texte formaté, des données tabulaires, des objets, du contenu multimédia et des URL ;
- possibilité de sauvegarder des données copiées dans un stockage à long terme ;
- possibilité d'indexer ou de marquer des données coupées ;
- possibilité de rechercher des données sauvegardées.

Le partage à distance du contenu du presse-papier est aussi parfois possible avec des pastebins.

## L'historique des informations coupées ou copiées
La plupart des gestionnaires de presse-papier permettent de conserver plusieurs objets coupés ou copiés. Ces objets deviennent ainsi disponibles pour une utilisation ultérieure. Certains gestionnaires conservent un historique des copies en créant automatiquement une nouvelle mémoire tampon pour chaque nouvelle opération de copie ou de coupe.
Certaines applications disposent d'une fonctionnalité l'historique de copies interne. Il s'agit d'une fonctionnalité standard dans les éditeurs de texte UNIX comme vi et emacs depuis un certain temps. Les versions récentes de Microsoft Office incluent le Presse-papier Office, un gestionnaire de presse-papier intégré, qui est accessible aussi longtemps que l'une des applications de la suite Office est ouverte.

## Dans différents systèmes

### Windows
Le presse-papier Microsoft Windows permet de coller les données copiées, même après la fermeture d'une application, en maintenant la mémoire tampon dans le système d'exploitation plutôt que dans l'application. Ses opérations de copie et de collage sont très polyvalentes en ce qu'elles permettent de transférer des informations entre les applications. Par exemple, un groupe de cellules copiées à partir d'une feuille Excel peut être collé en tant que table dans Microsoft Word ou LibreOffice Writer. De même, un texte formaté copié à partir d'une page web deviendra une cellule dans une feuille Excel, une table dans Microsoft Word ou un texte brut dans TextEdit.
Windows n'offre pas de fonctionnalité d'historique de copies. Les utilisateurs souhaitant utiliser cette fonction utilisent un gestionnaire de presse-papier tiers qui remplace alors le presse-papier de Windows. Voici quelques-uns de ces logiciels tiers :
| Nom                       | Licence    |
| ------------------------- | ---------- |
| Ace Clipboard             | Gratuiciel |
| ClipboardZanager          | Gratuiciel |
| Ditto                     | Gratuiciel |
| Spartan Clipboard Manager | Payant     |

### Mac OS X
macOS (auparavant Mac OS X) possède également des options tierces pour la gestion du presse-papier.
Le partagiciel CopyPaste a été le premier gestionnaire de presse-papier (1997), le seul durant de nombreuses années. Il est encore développé activement. CopyPaste a été commenté pour la première fois en 1997 par Tidbits (en).
Les gestionnaires de presse-papier pour macOS utilisent le Dock, la barre d'état ou le Dashboard pour s'intégrer au Mac Look and Feel.

### Linux
La spécification freedesktop.org pour un gestionnaire de presse-papier décrit un protocole en couches implanté sur la spécification du presse-papier ICCCM. Un processus daemon est responsable de stocker le contenu du presse-papier. Ce gestionnaire de presse-papier daemon doit être fourni par le gestionnaire de fenêtres exécuté dans la session X de l'utilisateur. La spécification côté client possède un support natif dans plusieurs kits d'outils, y compris GTK+.
L'environnement de bureau Linux KDE est livré avec le gestionnaire de presse-papier Klipper.
GNOME fournit les fonctions de base d'un gestionnaire de presse-papier dans le cadre du gnome-control-center (accessible via le gnome-settings-daemon), qui prend en charge la spécification du gestionnaire de presse-papier freedesktop.org.
D'autres gestionnaires de presse-papier disponibles sont:
| Nom                | Licence   | GUI    | Notes                              |
| ------------------ | --------- | ------ | ---------------------------------- |
| xclipboard         | MIT/X.org | Athena | partie du X Window System          |
| Klipper (KDE) (en) | GPL       | KDE    |                                    |
| Glipper (en)       | LGPL      | Gnome  | supporte la synchronisation réseau |
| Parcellite (en)    | GPLv3     | GTK    | léger                              |